# Hockey Pro League femenina 2020-21
La FIH Pro League femenina de 2020-21 fue la segunda edición del campeonato de hockey sobre césped para equipos nacionales femeninos. 
El torneo comenzó en enero de 2020 e inicialmente estaba programado para terminar en junio de 2020. Debido a la pandemia de COVID-19 y las restricciones de viaje que conllevó, no fue posible jugar todos los partidos antes de la fecha de finalización prevista. Por lo tanto, la Federación Internacional de Hockey (FIH), en consulta con las asociaciones nacionales de hockey, decidió extender el torneo hasta junio de 2021. Los partidos aplazados se reprogramaron en la medida de lo posible de acuerdo con las restricciones de viaje en los diferentes países. El 28 de mayo de 2021, la FIH anunció que solo se seguirían jugando los partidos del 30 de mayo y 26/27 de junio y declaró que los 30 partidos restantes habían sido cancelados definitivamente. Como no todos los equipos lograron jugar la misma cantidad de partidos, el resultado final del torneo se determinó en base al porcentaje de puntos alcanzados, en vez del total de puntos.

## Formato
Nueve equipos compiten en un torneo con formato de todos contra todos. En comparación con la primera edición de la Hockey Pro League, se suprime el torneo final. Los equipos aún se enfrentan dos veces, pero para limitar los desplazamientos, los partidos de ida y vuelta se realizan en un solo lugar, sea en casa, sea fuera. Esto se revertirá en la siguiente edición del torneo.

## Clasificación
Los siguientes nueve equipos compitieron en el torneo.
- Argentina
- Australia
- Bélgica
- China
- Alemania
- Reino Unido
- Países Bajos
- Nueva Zelanda
- Estados Unidos

## Resultados

### Posiciones
| Equipo         | PJ | G | GTD | PTD | P | GF | GC | DG  | PCT  |
| -------------- | -- | - | --- | --- | - | -- | -- | --- | ---- |
| Países Bajos   | 11 | 8 | 1   | 0   | 1 | 32 | 7  | +25 | 88,9 |
| Argentina      | 10 | 5 | 2   | 0   | 3 | 24 | 15 | +9  | 63,3 |
| Reino Unido    | 11 | 5 | 2   | 1   | 3 | 24 | 14 | +10 | 55,6 |
| Alemania       | 8  | 4 | 0   | 1   | 3 | 12 | 11 | +1  | 54,2 |
| Australia      | 7  | 3 | 1   | 2   | 2 | 11 | 12 | −1  | 54,2 |
| Nueva Zelanda  | 10 | 4 | 1   | 2   | 3 | 22 | 19 | +3  | 53,3 |
| Bélgica        | 12 | 3 | 1   | 3   | 6 | 19 | 25 | −6  | 36,1 |
| China          | 2  | 0 | 0   | 0   | 2 | 2  | 7  | −5  | 00,0 |
| Estados Unidos | 9  | 0 | 0   | 0   | 9 | 7  | 46 | −39 | 00,0 |

Fuente: FIH

Criterios de clasificación: 1) puntos; 2) partidos ganados; 3) diferencia de goles; 4) goles a favor; 5) enfrentamientos entre sí; 6) goles de campo anotados.

### Resultados
Todos los partidos se encuentran en horario local.
| 11 de enero de 2020 | China | 0–3     | Países Bajos                | Wujin Hockey Stadium, Changzhou                      |                                                      |
| 14:00               |       | Reporte | Zerbo 8', 40' · Leurink 31' | Árbitra: Kang Hyun-young (KOR) Junko Wagatsuma (JPN) | Árbitra: Kang Hyun-young (KOR) Junko Wagatsuma (JPN) |

| 12 de enero de 2020 | China                  | 2–4     | Países Bajos                                      | Wujin Hockey Stadium, Changzhou                   |                                                   |
| 14:00               | Peng 30' · Chen Yi 54' | Reporte | Nunnink 6' · Keetels 23' · Welten 36' · Matla 47' | Árbitra: Amber Church (NZL) Kang Hyun-young (KOR) | Árbitra: Amber Church (NZL) Kang Hyun-young (KOR) |

| 25 de enero de 2020 | Estados Unidos | Cancelado | Países Bajos | Karen Shelton Stadium, Chapel Hill |  |
| 14:00               |                | Reporte   |              |                                    |  |

| 25 de enero de 2020 | Australia                                 | 3–3 (4–2 p.)               | Bélgica                                  | Sydney Olympic Park, Sídney                        |                                                    |
| 16:00               | Malone 21' · Bone 59' · Commerford 60'    | Reporte                    | Versavel 33' · Englebert 45' · Nelen 55' | Árbitra: Amber Church (NZL) Michelle Joubert (RSA) | Árbitra: Amber Church (NZL) Michelle Joubert (RSA) |
|                     |                                           | Tiros desde el punto penal |                                          |                                                    |                                                    |
|                     | Peris · Nobbs · Malone · Lawton · Claxton |                            | Ballenghien · Rasir · Raye · Englebert   |                                                    |                                                    |

| 26 de enero de 2020 | Estados Unidos | 0–9     | Países Bajos                                                                       | Karen Shelton Stadium, Chapel Hill                      |                                                         |
| 14:00               |                | Reporte | Albers 6', 43', 53' · Matla 22' · Welten 40', 50', 55' · Zerbo 56' · Verschoor 59' | Árbitra: Catalina Montesino (CHI) Irene Presenqui (ARG) | Árbitra: Catalina Montesino (CHI) Irene Presenqui (ARG) |

| 26 de enero de 2020 | Australia                         | 1–1 (1–3 p.)               | Bélgica                                          | Sydney Olympic Park, Sídney                        |                                                    |
| 15:00               | Nance 45'                         | Reporte                    | Duquesne 47'                                     | Árbitra: Amber Church (NZL) Michelle Joubert (RSA) | Árbitra: Amber Church (NZL) Michelle Joubert (RSA) |
|                     |                                   | Tiros desde el punto penal |                                                  |                                                    |                                                    |
|                     | Stewart · Nance · Kershaw · Kenny |                            | Versavel · Ballenghien · Raye · Duquesne · Nelen |                                                    |                                                    |

| 1 de febrero de 2020 | Nueva Zelanda | 1–2     | Bélgica                    | North Harbour Hockey Stadium, Auckland         |                                                |
| 17:00                | McCaw 17'     | Reporte | Ballenghien 2' · Weyns 51' | Árbitra: Steve Rogers (AUS) Wanri Venter (RSA) | Árbitra: Steve Rogers (AUS) Wanri Venter (RSA) |

| 1 de febrero de 2020 | Australia                 | 2–1     | Reino Unido   | Sydney Olympic Park, Sídney                  |                                              |
| 18:30                | Kershaw 26' · Stewart 60' | Reporte | Robertson 18' | Árbitra: Kelly Hudson (NZL) Emi Yamada (JPN) | Árbitra: Kelly Hudson (NZL) Emi Yamada (JPN) |

| 2 de febrero de 2020 | Nueva Zelanda            | 4–1     | Bélgica | North Harbour Hockey Stadium, Auckland            |                                                   |
| 15:00                | Merry 31', 35', 51', 55' | Reporte | Raye 7' | Árbitra: Wanri Venter (RSA) Aleisha Neumann (AUS) | Árbitra: Wanri Venter (RSA) Aleisha Neumann (AUS) |

| 2 de febrero de 2020 | Australia | Cancelado | Reino Unido | Sydney Olympic Park, Sídney                  |                                              |
| 17:30                |           | Reporte   | Toman 17'   | Árbitra: Emi Yamada (JPN) Kelly Hudson (NZL) | Árbitra: Emi Yamada (JPN) Kelly Hudson (NZL) |

| 7 de febrero de 2020 | Argentina                                                                                   | 6–2     | Estados Unidos         | CeNARD, Buenos Aires                                   |                                                        |
| 18:00                | Jankunas 3' · Merino 23' · Gorzelany 33' · Luchetti 37' · Sánchez Moccia 57' · Rebecchi 60' | Reporte | Hoffman 24' · West 50' | Árbitra: Catalina Montesino (CHI) Ayanna McClean (TTO) | Árbitra: Catalina Montesino (CHI) Ayanna McClean (TTO) |

| 8 de febrero de 2020 | Argentina                                                           | 6–1     | Estados Unidos | CeNARD, Buenos Aires                                   |                                                        |
| 18:00                | Gorzelany 1' · Merino 8', 60' · Rebecchi 13' · Barrionuevo 40', 53' | Reporte | West 28'       | Árbitra: Ayanna McClean (TTO) Catalina Montesino (CHI) | Árbitra: Ayanna McClean (TTO) Catalina Montesino (CHI) |

| 8 de febrero de 2020 | Nueva Zelanda | 0–3     | Reino Unido                           | North Harbour Hockey Stadium, Auckland               |                                                      |
| 19:30                |               | Reporte | Howard 9' · Watson 21' · McCallin 50' | Árbitra: Irene Presenqui (ARG) Aleisha Neumann (AUS) | Árbitra: Irene Presenqui (ARG) Aleisha Neumann (AUS) |

| 9 de febrero de 2020 | Nueva Zelanda                                              | 2–2 (4–5 p.)               | Reino Unido                                           | North Harbour Hockey Stadium, Auckland               |                                                      |
| 17:30                | Shannon 28', 53'                                           | Reporte                    | Toman 38' · Balsdon 42'                               | Árbitra: Aleisha Neumann (AUS) Irene Presenqui (ARG) | Árbitra: Aleisha Neumann (AUS) Irene Presenqui (ARG) |
|                      |                                                            | Tiros desde el punto penal |                                                       |                                                      |                                                      |
|                      | Shannon · Charlton · Merry · Ralph · Michelsen · Michelsen |                            | Howard · Owsley · Martin · Robertson · Toman · Howard |                                                      |                                                      |

| 15 de febrero de 2020 | Nueva Zelanda                         | 3–1     | Estados Unidos | Ngā Puna Wai Sports Hub, Christchurch                 |                                                       |
| 17:00                 | Merry 13' · Shannon 22' · Keddell 33' | Reporte | Campbell 44'   | Árbitra: Junko Wagatsuma (JPN) Annelize Rostron (RSA) | Árbitra: Junko Wagatsuma (JPN) Annelize Rostron (RSA) |

| 15 de febrero de 2020 | Argentina                  | 2–0     | Países Bajos | CeNARD, Buenos Aires                                 |                                                      |
| 20:30                 | Gorzelany 35' · Merino 57' | Reporte |              | Árbitra: Maggie Giddens (USA) Michelle Meister (GER) | Árbitra: Maggie Giddens (USA) Michelle Meister (GER) |

| 16 de febrero de 2020 | Argentina     | 1–3     | Países Bajos                          | CeNARD, Buenos Aires                                 |                                                      |
| 15:00                 | Gorzelany 18' | Reporte | Matla 30+' · Jansen 42' · Fortuin 60' | Árbitra: Michelle Meister (GER) Maggie Giddens (USA) | Árbitra: Michelle Meister (GER) Maggie Giddens (USA) |

| 16 de febrero de 2020 | Nueva Zelanda                          | 3–1     | Estados Unidos | Ngā Puna Wai Sports Hub, Christchurch                 |                                                       |
| 20:30                 | Merry 16' · Michelsen 38' · Jaques 54' | Reporte | Grega 47'      | Árbitra: Annelize Rostron (RSA) Junko Wagatsuma (JPN) | Árbitra: Annelize Rostron (RSA) Junko Wagatsuma (JPN) |

| 28 de febrero de 2020 | Nueva Zelanda                      | 1–1 (1–3 p.)               | Argentina                                              | Ngā Puna Wai Sports Hub, Christchurch             |                                                   |
| 20:00                 | Ralph 19'                          | Reporte                    | Albertario 37'                                         | Árbitra: Aleisha Neumann (AUS) Liu Xiaoying (CHN) | Árbitra: Aleisha Neumann (AUS) Liu Xiaoying (CHN) |
|                       |                                    | Tiros desde el punto penal |                                                        |                                                   |                                                   |
|                       | Shannon · Charlton · Merry · Ralph |                            | Jankunas · Miranda · Albertario · M. Granatto · Jardel |                                                   |                                                   |

| 1 de marzo de 2020 | Nueva Zelanda                       | 5–3     | Argentina                            | Ngā Puna Wai Sports Hub, Christchurch                |                                                      |
| 17:30              | Merry 3', 11', 13', 54' · Ralph 47' | Reporte | M. Granatto 26', 31' · Gorzelany 48' | Árbitra: Junko Wagatsuma (JPN) Aleisha Neumann (AUS) | Árbitra: Junko Wagatsuma (JPN) Aleisha Neumann (AUS) |

| 6 de marzo de 2020 | Australia | 0–2     | Argentina                    | Perth Hockey Stadium, Perth                    |                                                |
| 18:00              |           | Reporte | Jankunas 14' · Gorzelany 48' | Árbitra: Amber Church (NZL) Kelly Hudson (NZL) | Árbitra: Amber Church (NZL) Kelly Hudson (NZL) |

| 7 de marzo de 2020 | Australia | 0–2     | Argentina                       | Perth Hockey Stadium, Perth                    |                                                |
| 16:00              |           | Reporte | V. Granatto 25' · Toccalino 59' | Árbitra: Amber Church (NZL) Kelly Hudson (NZL) | Árbitra: Amber Church (NZL) Kelly Hudson (NZL) |

| 22 de septiembre de 2020 | Alemania               | 2–0     | Bélgica | Düsseldorfer HC, Düsseldorf                    |                                                |
| 18:00                    | Heyn 36' · Micheel 47' | Reporte |         | Árbitra: Alison Leogh (IRL) Sarah Wilson (SCO) | Árbitra: Alison Leogh (IRL) Sarah Wilson (SCO) |

| 23 de septiembre de 2020 | Alemania                            | 3–1     | Bélgica         | Düsseldorfer HC, Düsseldorf                    |                                                |
| 15:30                    | Gablać 24' · Pieper 33' · Grote 46' | Reporte | Ballenghien 21' | Árbitra: Sarah Wilson (SCO) Alison Leogh (IRL) | Árbitra: Sarah Wilson (SCO) Alison Leogh (IRL) |

| 27 de octubre de 2020 | Países Bajos                             | 1–1 (3–1 p.)               | Reino Unido                      | Estadio Wagener, Amstelveen                                 |                                                             |
| 16:30                 | Dicke 2'                                 | Reporte                    | Hunter 43'                       | Árbitra: Jonas van 't Hek (NED) Céline Martin-Schmets (BEL) | Árbitra: Jonas van 't Hek (NED) Céline Martin-Schmets (BEL) |
|                       |                                          | Tiros desde el punto penal |                                  |                                                             |                                                             |
|                       | Sanders · De Waard · Welten · Van Geffen |                            | Rayer · Howard · Owsley · Petter |                                                             |                                                             |

| 29 de octubre de 2020 | Países Bajos                                | 3–0     | Reino Unido | Estadio Wagener, Amstelveen                               |                                                           |
| 16:30                 | Van Maasakker 2' · Matla 26' · De Goede 46' | Reporte |             | Árbitra: Céline Martin-Schmets (BEL) Coen van Bunge (NED) | Árbitra: Céline Martin-Schmets (BEL) Coen van Bunge (NED) |

| 31 de octubre de 2020 | Bélgica                                      | 1–1 (1–3 p.)               | Reino Unido                         | Royal Uccle Sport, Bruselas                                 |                                                             |
| 14:00                 | Duquesne 30'                                 | Reporte                    | Jones 11'                           | Árbitra: Jonas van 't Hek (NED) Céline Martin-Schmets (BEL) | Árbitra: Jonas van 't Hek (NED) Céline Martin-Schmets (BEL) |
|                       |                                              | Tiros desde el punto penal |                                     |                                                             |                                                             |
|                       | Versavel · S. Vanden Borre · Duquesne · Raye |                            | Owsley · Toman · Robertson · Howard |                                                             |                                                             |

| 1 de noviembre de 2020 | Bélgica   | 1–2     | Reino Unido                 | Royal Uccle Sport, Bruselas                               |                                                           |
| 14:00                  | Nelen 16' | Reporte | Owsley 14' · Robertson 45+' | Árbitra: Céline Martin-Schmets (BEL) Coen van Bunge (NED) | Árbitra: Céline Martin-Schmets (BEL) Coen van Bunge (NED) |

| 4 de noviembre de 2020 | Bélgica | 0–4     | Países Bajos                                       | Royal Uccle Sport, Bruselas                                 |                                                             |
| 15:30                  |         | Reporte | Welten 27' · Matla 31' · Stam 36' · Van Geffen 36' | Árbitra: Céline Martin-Schmets (BEL) Jonas van 't Hek (NED) | Árbitra: Céline Martin-Schmets (BEL) Jonas van 't Hek (NED) |

| 6 de marzo de 2021 | Países Bajos                  | 2–1     | Alemania      | Estadio Wagener, Amstelveen                                 |                                                             |
| 14:00              | Matla 35' · Van den Assem 40' | Reporte | Altenburg 12' | Árbitra: Céline Martin-Schmets (BEL) Jonas van 't Hek (NED) | Árbitra: Céline Martin-Schmets (BEL) Jonas van 't Hek (NED) |

| 7 de marzo de 2021 | Países Bajos               | 3–0     | Alemania | Estadio Wagener, Amstelveen                               |                                                           |
| 14:00              | Dicke 2' · Welten 34', 36' | Reporte |          | Árbitra: Céline Martin-Schmets (BEL) Coen van Bunge (NED) | Árbitra: Céline Martin-Schmets (BEL) Coen van Bunge (NED) |

| 3 de abril de 2021 | Argentina                                                | 0–0 (3–2 p.)               | Alemania                                       | CeNARD, Buenos Aires                                       |                                                            |
| 17:00              |                                                          | Reporte                    |                                                | Árbitra: Irene Presenqui (ARG) Carolina de la Fuente (ARG) | Árbitra: Irene Presenqui (ARG) Carolina de la Fuente (ARG) |
|                    |                                                          | Tiros desde el punto penal |                                                |                                                            |                                                            |
|                    | Forcherio · Albertario · V. Granatto · Jankunas · Merino |                            | Zimmermann · Oruz · Lorenz · Pieper · Maertens |                                                            |                                                            |

| 4 de abril de 2021 | Argentina     | 1–3     | Alemania                                  | CeNARD, Buenos Aires                                       |                                                            |
| 17:00              | Gorzelany 51' | Reporte | Stapenhorst 3' · Heinz 24' · Maertens 31' | Árbitra: Carolina de la Fuente (ARG) Irene Presenqui (ARG) | Árbitra: Carolina de la Fuente (ARG) Irene Presenqui (ARG) |

| 12 de mayo de 2021 | Reino Unido                  | 2–3     | Alemania                                      | Lee Valley Hockey and Tennis Centre, Londres      |                                                   |
| 20:00              | Robertson 11' · Townsend 32' | Reporte | Fleschütz 14' · Micheel 41' · Stapenhorst 57' | Árbitra: Sarah Wilson (SCO) Hannah Harrison (ENG) | Árbitra: Sarah Wilson (SCO) Hannah Harrison (ENG) |

| 13 de mayo de 2021 | Reino Unido              | 2–0     | Alemania | Lee Valley Hockey and Tennis Centre, Londres      |                                                   |
| 20:00              | Toman 23' · Townsend 30' | Reporte |          | Árbitra: Hannah Harrison (ENG) Sarah Wilson (SCO) | Árbitra: Hannah Harrison (ENG) Sarah Wilson (SCO) |

| 15 de mayo de 2021 | Bélgica                      | 3–0     | Estados Unidos | Wilrijkse Plein, Amberes                                    |                                                             |
| 17:30              | Raye 17', 58' · Duquesne 33' | Reporte |                | Árbitra: Laurine Delforge (BEL) Céline Martin-Schmets (BEL) | Árbitra: Laurine Delforge (BEL) Céline Martin-Schmets (BEL) |

| 16 de mayo de 2021 | Bélgica                                                                      | 6–1     | Estados Unidos | Wilrijkse Plein, Amberes                               |                                                        |
| 17:30              | Ballenghien 16', 31' · S. Vanden Borre 23', 34' · Ikegwuonu 24' · Breyne 35' | Reporte | Gonzales 54'   | Árbitra: Michelle Meister (GER) Laurine Delforge (BEL) | Árbitra: Michelle Meister (GER) Laurine Delforge (BEL) |

| 22 de mayo de 2021 | Reino Unido                                             | 5–1     | Estados Unidos | Lee Valley Hockey and Tennis Centre, Londres   |                                                |
| 15:30              | Petter 15', 30' · Robertson 37' · Toman 41' · Rayer 50' | Reporte | Briddell 57'   | Árbitra: Sarah Wilson (SCO) Alison Keogh (IRL) | Árbitra: Sarah Wilson (SCO) Alison Keogh (IRL) |

| 23 de mayo de 2021 | Reino Unido                                                        | 5–0     | Estados Unidos | Lee Valley Hockey and Tennis Centre, Londres   |                                                |
| 14:30              | Balsdon 2' · Ansley 15' · Haycroft 16' · Robertson 48' · Jones 52' | Reporte |                | Árbitra: Alison Keogh (IRL) Sarah Wilson (SCO) | Árbitra: Alison Keogh (IRL) Sarah Wilson (SCO) |

| 30 de mayo de 2021 | Bélgica | 0–3     | Países Bajos                               | Wilrijkse Plein, Amberes                                    |                                                             |
| 14:00              |         | Reporte | Keetels 9' · Matla 39' · Van Maasakker 40' | Árbitra: Laurine Delforge (BEL) Céline Martin-Schmets (BEL) | Árbitra: Laurine Delforge (BEL) Céline Martin-Schmets (BEL) |

| 26 de junio de 2021 | Australia                               | 2–2 (0–2 p.)               | Nueva Zelanda                               | Perth Hockey Stadium, Perth                       |                                                   |
| 15:00               | Malone 4' · Chalker 5'                  | Reporte                    | Michelsen 11' · Ralph 36'                   | Árbitra: Kelly Hudson (NZL) Aleisha Neumann (AUS) | Árbitra: Kelly Hudson (NZL) Aleisha Neumann (AUS) |
|                     |                                         | Tiros desde el punto penal |                                             |                                                   |                                                   |
|                     | S. Fitzpatrick · Lawton · Nobbs · Peris |                            | Shannon · Merry · Keddell · Charlton · King |                                                   |                                                   |

| 27 de junio de 2021 | Australia                                      | 3–1     | Nueva Zelanda | Perth Hockey Stadium, Perth                       |                                                   |
| 15:00               | S. Fitzpatrick 16' · Squibb 34' · Williams 57' | Reporte | Merry 4'      | Árbitra: Aleisha Neumann (AUS) Kelly Hudson (NZL) | Árbitra: Aleisha Neumann (AUS) Kelly Hudson (NZL) |

|  | China | Cancelado | Bélgica |  |  |
|  |       | Reporte   |         |  |  |

|  | China | Cancelado | Bélgica |  |  |
|  |       | Reporte   |         |  |  |

|  | Estados Unidos | Cancelado | Australia |  |  |
|  |                | Reporte   |           |  |  |

|  | Estados Unidos | Cancelado | Australia |  |  |
|  |                | Reporte   |           |  |  |

|  | Estados Unidos | Cancelado | Alemania |  |  |
|  |                | Reporte   |          |  |  |

|  | Argentina | Cancelado | China |  |  |
|  |           | Reporte   |       |  |  |

|  | Estados Unidos | Cancelado | Alemania |  |  |
|  |                | Reporte   |          |  |  |

|  | Argentina | Cancelado | China |  |  |
|  |           | Reporte   |       |  |  |

|  | Estados Unidos | Cancelado | China |  |  |
|  |                | Reporte   |       |  |  |

|  | Estados Unidos | Cancelado | China |  |  |
|  |                | Reporte   |       |  |  |

|  | Alemania | Cancelado | China |  |  |
|  |          | Reporte   |       |  |  |

|  | Alemania | Cancelado | China |  |  |
|  |          | Reporte   |       |  |  |

|  | Reino Unido | Cancelado | China |  |  |
|  |             | Reporte   |       |  |  |

|  | Reino Unido | Cancelado | China |  |  |
|  |             | Reporte   |       |  |  |

|  | Reino Unido | Cancelado | Argentina |  |  |
|  |             | Reporte   |           |  |  |

|  | China | Cancelado | Australia |  |  |
|  |       | Reporte   |           |  |  |

|  | Reino Unido | Cancelado | Argentina |  |  |
|  |             | Reporte   |           |  |  |

|  | China | Cancelado | Australia |  |  |
|  |       | Reporte   |           |  |  |

|  | Países Bajos | Cancelado | Nueva Zelanda |  |  |
|  |              | Reporte   |               |  |  |

|  | Países Bajos | Cancelado | Nueva Zelanda |  |  |
|  |              | Reporte   |               |  |  |

|  | Alemania | Cancelado | Nueva Zelanda |  |  |
|  |          | Reporte   |               |  |  |

|  | Alemania | Cancelado | Nueva Zelanda |  |  |
|  |          | Reporte   |               |  |  |

|  | Bélgica | Cancelado | Argentina |  |  |
|  |         | Reporte   |           |  |  |

|  | Bélgica | Cancelado | Argentina |  |  |
|  |         | Reporte   |           |  |  |

|  | Países Bajos | Cancelado | Australia |  |  |
|  |              | Reporte   |           |  |  |

|  | Países Bajos | Cancelado | Australia |  |  |
|  |              | Reporte   |           |  |  |

|  | Alemania | Cancelado | Australia |  |  |
|  |          | Reporte   |           |  |  |

|  | China | Cancelado | Nueva Zelanda |  |  |
|  |       | Reporte   |               |  |  |

|  | Alemania | Cancelado | Australia |  |  |
|  |          | Reporte   |           |  |  |

|  | China | Cancelado | Nueva Zelanda |  |  |
|  |       | Reporte   |               |  |  |